# Jan Tržil
Jan Tržil (10. prosince 1723 Martínkov – 6. listopadu 1775 Martínkov) byl purkmistr Martínkova a jeden z vůdců selského povstání na lesonickém panství, které vyvrcholilo 25. a 26. července 1775 krvavým střetem s vojskem.

## Selské povstání
Obec Martínkov byla spolu s dalšími 11 vesnicemi součástí lesonického panství, na kterém od roku 1771 panoval hrabě František Nádasdy. Nespokojenost s robotou, nelidské zacházení vrchnosti, klamné pověsti o zrušení či snížení roboty a mylné přesvědčení, že byl vydán nový robotní patent, který před sedláky vrchnost tají a že jim povolené úlevy v robotě nechce dát, to vše vedlo ke vzniku selských nepokojů v roce 1775. Nespokojení sedláci se tajně scházeli od poloviny června 1775 doma u Tržila, nebo v obecní kovárně. Zde se domlouvali, že nebudou konat ruční roboty. Tržil psal o všem, co se na Horním panství dělo, slavickému rychtáři Jiřímu Čechovi, který byl v čele nespokojených sedláků na Dolním lesonickém panství. Tržil udržoval vzájemné spojení s Čechem dopisy od června do poloviny července 1775. Sděloval mu, co podnikají na Horním panství, dával rady a vyzýval k jednotnému postupu. Tržil i Čech chtěli získat všechen lid panství, aby se domohli úlevy v robotách, především však prominutí ruční roboty. Chtěli toho dosáhnout cestou zákonitou, a proto Tržil zkoncipoval žádost majiteli lesonického panství, hraběti Nadasdymu, aby poskytl poddaným potřebné ulehčení. Žádost, která obsahovala soupis Tržilových devíti bodů však hrabě odmítl.
Protože první žádost sedláků majiteli panství nebyla přijata, dal Tržil napsat jemnickému písaři novou žádost pro krajský úřad, ke které přiložil osm dodatkových bodů. V bodech k žádosti si stěžuje na různá utrpení a povinnosti při robotě, což nejlépe svědčí o poměrech na panství. Situace na panství vedla k tomu, že majitel panství, hrabě Nádasdy, předložil 28. června 1775 stížnost guberniu, které nařídilo krajskému hejtmanovi, aby poměry vyšetřil a aby zjednal pořádek. Vyslaný zástupce krajského hejtmana J. N. Hoffer přišel do Lesonic až 24. července a dal zatknout několik sedláků, kteří byli označení za hlavní buřiče. Zatčení vyvolalo odpor a hněv sedláků, kteří se shromáždili kolem lesonického zámku, vznášeli zde své požadavky a přesto, že zatčení byli propuštěni, vnikli rozvášnění sedláci násilím do zámeckého dvora. Zde nakonec došlo ke krvavému střetu s přivolaným vojskem a ke ztrátám na životech. Hlavní buřiči byli zajištěni, ostatní se rozprchli. Purkmistr Jan Tržil nebyl z důvodu dlouhodobé nemoci účastníkem osudné srážky sedláků s vojskem na zámku a nebyl proto ani zatčen, byl ponechán doma pod dohledem.
Císařovna Marie Terezie, která byla informována o událostech na panství, nařídila, aby delegovaný soud vyslal svého zástupce, který by provedl vyšetřování a potrestání viníků, a aby podle stanného práva dal popravit jednoho nebo dva hlavní viníky. Vyšetřování vzpoury prováděl nejprve zástupce krajského hejtmana Hoffer a později po svém příjezdu 19. srpna 1775, vedl vyšetřování komisař delegovaného soudu, tribunální rada G. J. Flamm. Vyšetřování začal podle stanného práva, ale po dvou dnech dostal nové císařské nařízení, aby se řídil normálním trestním řádem tereziánským, což ovlivnilo konečný rozsudek nad hlavními buřiči i u soudu.
Po ukončení vyšetřování byla na shromáždění všeho lidu panství na zámeckém dvoře v Lesonicích dne 12. září 1775 k poddaným pronesena řeč o jejich povinnostech a proviněních a byl jim přečten rozsudek. Třiceti devíti sedlákům bylo vysázeno pět až třicet ran karabáčem a jako hlavní buřiči byli označeni martínkovský purkmistr Jan Tržil, slavický rychtář Jiří Čech a slavický sedlák Matěj Malý. Ti měli být v poutech a železech dopraveni k hrdelnímu soudu do Znojma. Tam byl Tržil navzdory své vážné nemoci převezen, aby vyčkal na konečný rozsudek brněnského soudu.
Delegovaný soud v Brně jednal o lesonických buřičích dne 29. září 1775. Referující, tribunální rada Roden, v přednesené zprávě soudu navrhl, aby hlavní vinící, Tržil a Čech, byli sťati. Soud však byl ve svém konečném rozsudku mírnější, Tržila a Čecha odsoudil k šestinedělní práci pro vrchnost v poutech a železech a ke ztrátě purkmistrovské a rychtářské hodnosti na věčné časy.
O trvale špatném zdravotním stavu Tržila svědčí dovětek a pokyny soudu, ve kterých se uvádí, že uvěznění mají být převzati krajským hejtmanem a předáni lesonické vrchnosti, „aby je po domácím zotavení, nutném patrně nejvíce u Tržila a Čecha, přidržela k práci určené za trest“. Vážné onemocnění Jana Tržila, které jistě zhoršily útrapy vyšetřování, věznění i konečný výsledek jeho snažení, však vedlo k tomu, že již 6. listopadu 1775 v Martínkově zemřel.

## Citát
| „                                     | Když na robotu přišly Lesonicím, techdy tak bity byly. Jedna žena s těžkým životem bita byla, až musila doktora potřebovat. Druchá děvečka bita byla, až 3 dny na ruka pracovat nemohla. Třetí bita byla, až omdlívala. Štvrtá bita byla, až jí krev z nosu a huby vyskočila. (...) Kde to na kterým panství se tak děje jako na lesonickým, kdežto drábi a šafáři všichni karabáče na robotě na lidi mají, lidi jako nějaký hovada práskají? | “ |
| — úryvek ze stížnosti krajskému úřadu | |   |